# Списки народних депутатів України за скликаннями
- Народні Депутати Верховної Ради України 1-го скликання (1990—1994)
- Народні Депутати Верховної Ради України 2-го скликання (1994—1998)
- Народні Депутати Верховної Ради України 3-го скликання (1998—2002)
- Народні Депутати Верховної Ради України 4-го скликання (2002—2006)
- Народні Депутати Верховної Ради України 5-го скликання (2006—2007)
- Народні Депутати Верховної Ради України 6-го скликання (2007—2012)
- Народні Депутати Верховної Ради України 7-го скликання (2012—2014)
- Народні Депутати Верховної Ради України 8-го скликання (2014—2019)
- Народні Депутати Верховної Ради України 9-го скликання (з 2019)